# HMS Acheron (H45)
Lo HMS Acheron (pennant number H45) fu un cacciatorpediniere della Royal Navy britannica, varato nel 1930 e appartenente alla classe A.
Operativa durante la seconda guerra mondiale nel canale de La Manica e nel Mare del Nord, l'unità partecipò alla campagna di Norvegia per poi finire affondata il 17 dicembre 1940 al largo dell'Isola di Wight per l'urto con una mina.

## Storia
Ordinata il 29 maggio 1928 ai cantieri della John I. Thornycroft & Company di Southampton, la nave fu impostata il 29 ottobre dello stesso anno e varata il 18 marzo 1930 con il nome di Acheron in onore dell'omonimo fiume mitologico, quinta unità della Royal Navy a portare questo nome; l'unità entrò poi in servizio il 31 ottobre 1931, anche se svariati difetti meccanici di costruzione (in particolare alle sue turbine) emersi già durante il primo anno di operatività ne condizionarono pesantemente la carriera, rendendo necessarie svariate soste in cantiere per riparazioni e modifiche.
Allo scoppio della seconda guerra mondiale nel settembre 1939 lo Acheron si trovava nuovamente ai lavori e non divenne operativo fino al l'ottobre seguente; assegnato alla 18th Destroyer Flotilla di base a Portsmouth per operare come unità di scorta ai convogli nella zona del canale de La Manica, già il 12 dicembre 1939 dovette ritornare in cantiere nella stessa Portsmouth per nuovi lavori di riparazione protrattisi fino al marzo 1940. Trasferito in forza alla 16th Destroyer Flotilla di Scapa Flow, il cacciatorpediniere operò nel teatro del Mare del Nord come scorta per le unità maggiori della Home Fleet impegnate, a partire dai primi di aprile del 1940, nella campagna di Norvegia: il 18 aprile partecipò allo sbarco dei reparti britannici ad Åndalsnes per poi andare a fornire supporto alle unità terrestri impegnate nella campagna di Namsos; tra la fine di maggio e i primi di giugno 1940 l'unità scortò invece la portaerei HMS Ark Royal durante l'evacuazione finale dei reparti britannici dalla Norvegia (operazione Alphabet).
Rientrato in patria, lo Acheron fu nuovamente inviato a Portsmouth per operare come scorta ai convogli nella Manica; il 20 luglio, mentre incrociava a sud di St. Catherines Point, finì sotto l'attacco di numerosi bombardieri in picchiata tedeschi e riportò danni a causa di svariate bombe esplose nelle vicinanze dello scafo, dovendo rientrare a Portsmouth per le riparazioni iniziate infine il 6 agosto seguente. Il 24 agosto la nave si trovava ancora ferma sullo scalo quando fu nuovamente danneggiata in un bombardamento aereo tedesco sul cantiere: la nave fu trapassata a poppa da una bomba la cui detonazione causò gravi danni allo scafo e all'apparato propulsivo, oltre a provocare due morti e tre feriti tra l'equipaggio.
I lavori di riparazione non furono completati fino al 2 dicembre 1940, quando lo Acheron tornò ufficialmente in servizio; il 17 dicembre seguente, mentre conduceva dei test post-riparazione al largo dell'isola di Wight di notte e in condizioni di mare agitato, la nave urtò una mina otto miglia nautiche a sud-ovest di St. Catherine's Point: l'esplosione causò l'affondamento della nave in appena quattro minuti nella posizione 50º 32' N, 01º 26' O, con la morte di 167 membri dell'equipaggio (tra cui il comandante, tenente John Rees Wilson) e 25 operai civili dei cantieri navali presenti a bordo per gli ultimi ritocchi.